# قدر ۱۰۱
سامن یا قدر ۱۰۱، یک موشک بالیستیک میان‌برد متحرک جاده‌ای با سوخت جامد است که در جریان یک رژهٔ نظامی در سپتامبر ۲۰۰۸ رونمایی شد. این موشک در تاریخ ۱۰ نوامبر ۲۰۰۸ به‌عنوان پاسخی به آزمایش سپر موشکی ایالات متحده در تاریخ ۳ نوامبر همان سال مورد آزمایش قرار گرفت. پس از آن، جزئیات مربوط به این موشک محرمانه باقی ماند.
گمان می‌رود این موشک بر پایهٔ راکت دی‌اف-۱۵ طراحی شده‌باشد. توسعه سامن به ساخت موشک‌های عاشورا، قدر ۱۱۰ و شهاب-۳ انجامید. گمان می‌رود در توسعه این موشک از کمک‌های خارجی بهره برده شده باشد. ایران احتمالاً فناوری این موشک را از عبدالقدیر خان به‌دست آورده است. گفته می‌شود موتور راکتی قدر ۱۰۱ در سال ۲۰۰۵ طراحی شده است. همچنین گمان می‌رود که موشک‌های قدر ۱۰۱ و قدر ۱۱۰ توانایی ساخت سلاح‌های ضد ماهواره‌ای و موشک بالیستیک میان‌برد را برای ایران فراهم ساخته‌اند.

## ویژگی‌ها
این موشک دارای کلاهک جنگی سه‌مخروطی است. هنوز مشخص نیست که تک‌مرحله‌ای است یا دومرحله‌ای. ظرفیت بار آن بین ۶۵۰ تا ۱٬۱۵۸ کیلوگرم است. قطر آن بین ۱٫۰ تا ۱٫۲۵ متر و طول آن ۹ متر است. برد این موشک بین ۷۵۰ تا ۸۰۰ کیلومتر می‌باشد.